# الإدارة بالأهداف
الإدارة بالأهداف هي إحدى الإستراتيجيات الإدارية التي تتيح المجال لتوظيف كافة الموارد المتوفرة، ويمنح في نفس الوقت توجيها مشتركا للجهود نحو الرؤية، وأيضا خلق روح الفريق ومواءمة أهداف الفرد «الموظف» مع المصلحة المشتركة والعامة للمنشأة.

## المفهوم
هي نظرية وأسلوب عمل إداري يتم فيه تحديد الأهداف بصورة جماعية لتحقيق أقصى عمل لفترة زمنية معينة (6شهور أو سنة مثلا)، وتعريف العوامل التي تعيق التوصل إلى هذه الأهداف لتداركها. وفي نهاية المدة المحددة، تتم مراجعة النتائج وتحليلها لتقويم أداء المرؤوسين وللابتعاد عن الأهداف غير الملائمة ووضع أهداف أخرى بديلة منها تمكن المنشأة من تحقيق أهدافها قبل الآخرين بأقل جهد وتكلفة ممكنة.

## الفلسفة
- هي نظرية تؤمن بأن الإنسان يحب العمل والابتكار إذا توافرت له الظروف والطريقة الفعالة لتحفيزه وتحقيق ذاته وإشباع حاجاته الفيزيولوجية وحاجات الأمان.
- لا يوجد تعارض بين أهداف المنظمة وأهداف الفرد.
- الإدارة بالأهداف أداة تخطيطية وإشرافية ورقابية وهي أسلوب يضم كل وظائف الإدارة وينسق بينها ويعمل على تكاملها.

## الخصائص
- وضع أهداف كل منصب إداري هو أساس أسلوب الإدارة بالأهداف والمنصب الذي ليس له أهداف لا لزوم له. تعتمد الإدارة بالأهداف على أداء شخصية العاملين في الإنجاز أي يقيم الشخص من خلال ما أنجز وليس بما يتمتع به من صفات.
- الإدارة بالأهداف تقوم على أساس المشاركة التشاركية في الإدارة وليس إدارة الباب المغلق المحجوبة.

## الأهداف
- الربط بين أداء الفرد وأهدافه وأهداف المنظمة.
- رفع مستوى الكفاءة من خلال المشاركة.
- المساهمة في تحديد نظم مقبولة للأجور والحوافز على أساس موضوعي.
- المساهمة في تحقيق التنسيق والرقابة الفعالة.
- قياس الأداء والحكم عليه بشكل مستمر وموضوعي عن طريق المراجعة الدورية.

## الخطوات
الخطوة الأولى: تحديد وصياغة الأهداف العامة للمنشأة بالتعاون مع مجلس الإدارة والمستشارين.
الخطوة الثانية: توزيع السلطات والمسؤوليات بين الرؤساء في الإدارات العليا بحيث يتعرف كل منهم على الجزء الذي يخصه من الهدف الكلي ويفضل تدوين ذلك حتى لا يحصل تداخل في الاختصاصات.
الخطوة الثالثة: تكليف خط الإدارة التنفيذي بإعداد الأهداف التي سيعملون على تحقيقها على ضوء أهداف الإدارة العليا التي يتبعون لها
الخطوة الرابعة: تحديد أهداف الخط الإداري المباشر على ضوء أهداف الوحدة التنفيذية التي يتبع لها.
الخطوة الخامسة: تحديد هدف كل موظف مرؤوس وعامل بناء على أهداف الوحدة التنفيذية وذلك بالتعاون مع وحدته ورئيسه.
الخطوة السادسة: وضع خطة عمل كل مسئول في المنشأة متفق عليها مع الرئيس ويلتزم الجميع بالتنفيذ.
الخطوة السابعة: المراجعة الدورية للإنجاز للأهداف الذي حققه المرؤوسين.
الخطوة الثامنة: تقويم الإنجاز في نهاية الفترة المحددة المتفق عليها وهل فعلا تحققت الأهداف؟.

## الفوائد
- ينمي أسلوب الإدارة بالأهداف القدرة التخطيطية لكل من الرؤساء والمرؤوسين.
- يسهل مهمة الإشراف والتوجيه.
- يساعد في التعرف على المشكلات الفعلية للعمل الحالية والمستقبلية.
- يزيد من الإنتاجية وفيه قيمة تعليمية كبيرة.
- يقوي الاتصالات بين الإدارة والعاملين وينشر المعلومات.
- يساعد على رفع درجة رضا العاملين وروحهم المعنوية.
- يساعد على اكتشاف المهارات الصالحة للترقية.
- يخفف الروتين ويحقق المرونة التي يتطلبها العمل.
- يكشف المقصرين بسرعة.
- يعطي صورة كاملة عن المنظمة والشركة وعن العمل مما يسهل عملية الرقابة وتقويم الأداء الكلي لها